# Georgia-Pacific
Georgia-Pacific est une entreprise américaine spécialisée dans la production d'articles à base de ouate de cellulose. Elle produit et distribue des produits jetables à base de papier, des produits d'hygiène, mais est également présente dans de nombreux autres domaines tels que les matériaux de construction ou le papier photo.
Le siège de l'entreprise est situé à Atlanta dans le gratte-ciel Georgia-Pacific Tower. 

## Historique
- 1927 : Création de l'entreprise

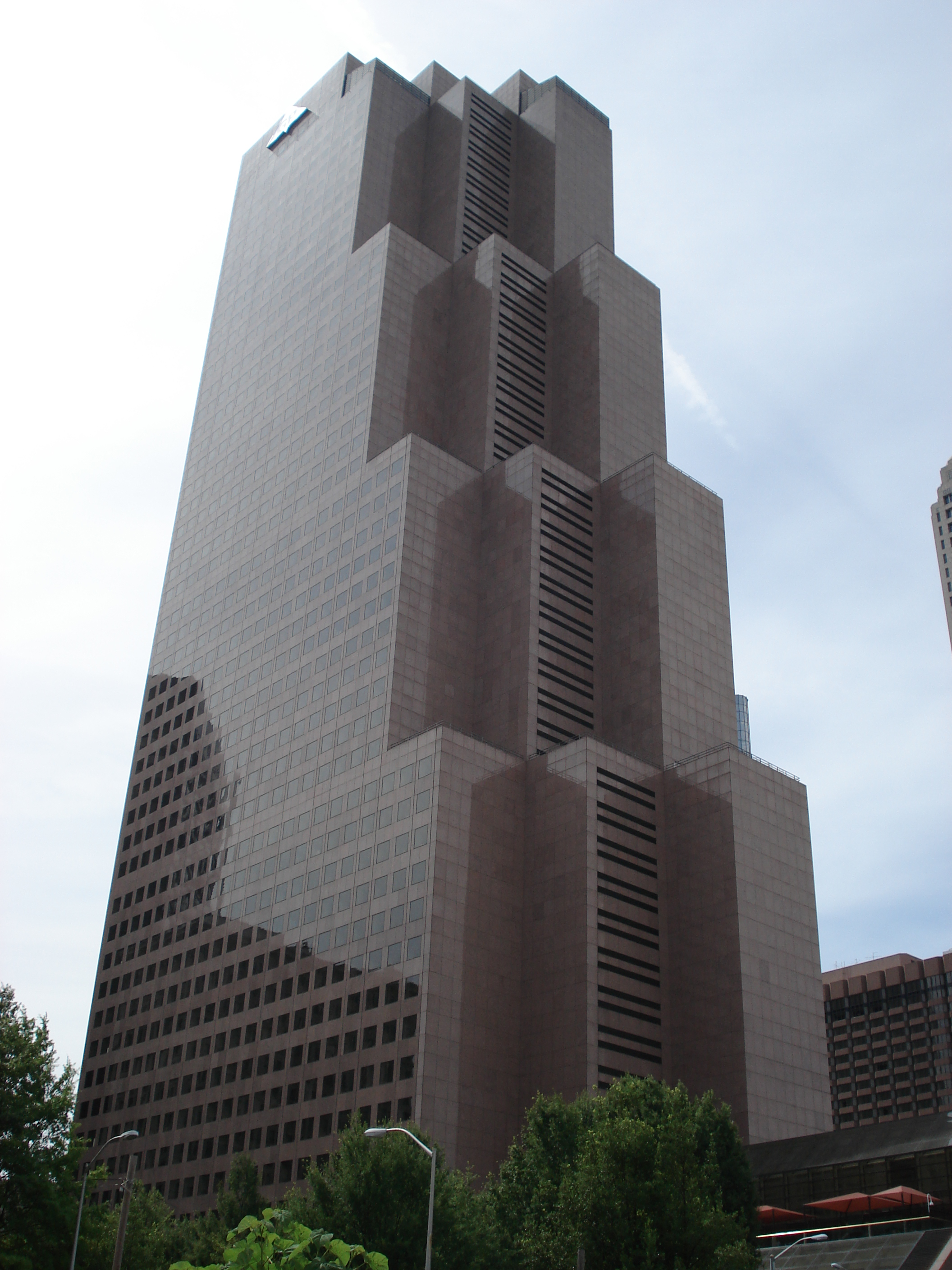
Georgia-Pacific Tower, le siège de l'entreprise, à Atlanta

- 1986 : Acquisition du papetier américain James River, possédant entre autres la marque Lotus
- 2005 : Acquisition par Koch Industries

En 2006, Koch, partant du constat que Georgia-Pacific n'est présent en Europe que sur le segment de l'hygiène grand public, décide de vendre l'ensemble de l'activité européenne, comprenant 15 usines (dont 5 en France) et représentant 10 % du chiffre d'affaires du groupe. Il cède les activités d'hygiène féminine (marques Vania et Nett) ainsi que Polivé à Johnson & Johnson en 2009. Les marques d'hygiène papier (entre autres Lotus, Okay, Moltonel et Demak-up) sont vendues en 2011 à son concurrent suédois Svenska Cellulosa Aktiebolaget (SCA),.

## L'entreprise aujourd'hui
En 2011, avant la vente de sa division européenne, Georgia Pacific employait plus de 40 000 employés à travers le monde, avec plus de 300 implantations dans 23 pays. 